# 水の江瀧子
水の江 瀧子（みずのえ たきこ、1915年〈大正4年〉2月20日 - 2009年〈平成21年〉11月16日）は、日本の女優、映画プロデューサー、タレント。

## 概要
1928年に東京松竹楽劇部（後の松竹少女歌劇部、松竹少女歌劇団、退団後に松竹歌劇団と改称）に戦前の第1期生として入団。同期に小倉みね子ら。少女歌劇で初めて男性様に断髪した男役で「男装の麗人」の異名を取り、「ターキー」の愛称と共に1930年代から1940年代にかけて国民的人気を博した。宝塚少女歌劇より早い断髪の男役で、少女歌劇における男装の麗人の先駆けとなる。村松梢風が川島芳子をモデルに婦人公論で連載した小説の題名「男装の麗人」による。
1942年の松竹退団後は劇団主宰、映画女優などを経て1955年に日活とプロデューサー契約。日本初の女性映画プロデューサーとなり、石原裕次郎を筆頭に、浅丘ルリ子、長門裕之、岡田真澄、和泉雅子、赤木圭一郎ら数々の俳優や、中平康、蔵原惟繕といった監督を発掘・育成し、『太陽の季節』、『狂った果実』など70本以上の映画を企画、日活の黄金時代を支えた。また、『NHK紅白歌合戦』（NHK総合・ラジオ第1）の司会を2度務めたほか、『ジェスチャー』（NHK総合）、『独占!女の60分』（テレビ朝日）といった番組に携わった。
50年以上に亘り芸能活動を続けたが、1984年に甥の三浦和義が妻の不審死に関わったのではないかとしてマスメディアを賑わせた「ロス疑惑」のスキャンダルに巻き込まれ、芸能界を引退した。その後は隠居の傍ら、ジュエリー作家として活動したほか、1993年に自身の生前葬を大々的に催し話題をとった。
出生名は三浦 ウメ子であったが、「ロス疑惑」の後、法的に水の江瀧子を本名とした。以下の経歴部分では、松竹入団までをウメ子、入団後を瀧子と記述する。姓は「水ノ江」や「水之江」、名は「滝子」の表記も多くあるが、引用部分を除き「水の江瀧子」で統一して記述する。

## 経歴

### 生い立ち - 初舞台

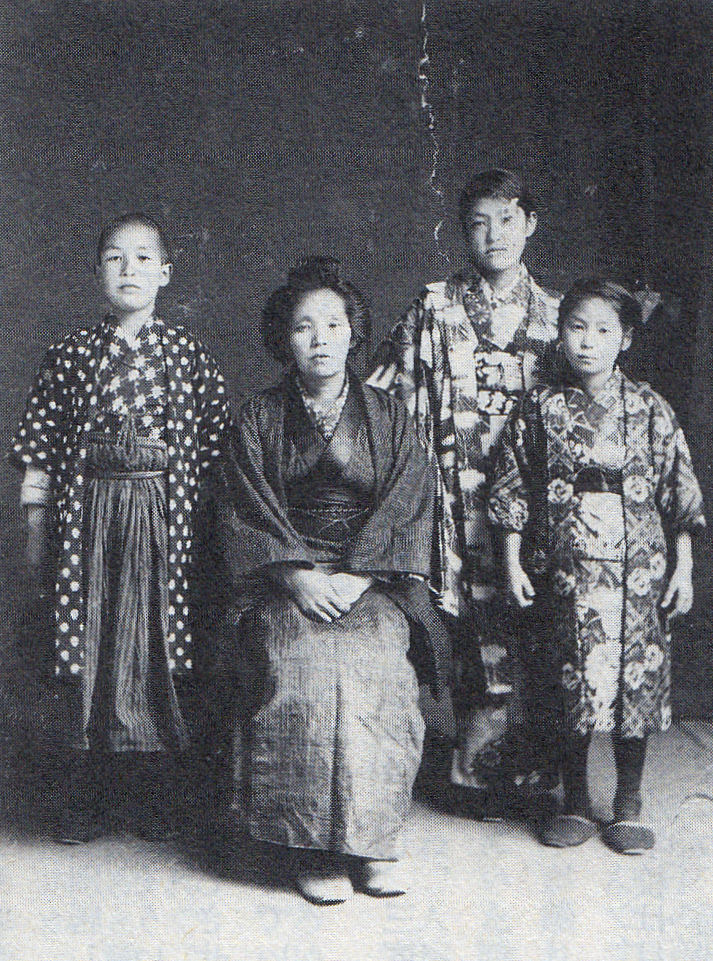
家族と幼少時代のウメ子（右端）

1915年、北海道小樽区（後の小樽市）花園町に生まれる。8人きょうだいの7番目だったが4人が子供の頃に死んだため、4人きょうだいの末っ子として育つ。出生名は三浦ウメ子。2歳の時に一家で東京府千駄ヶ谷（後の東京都渋谷区千駄ヶ谷）、次いで目黒村（後の目黒区）に移り、以後同地で育った。幼少の頃は当時まだ田舎だった目黒にあってベーゴマ遊びやチャンバラごっこ、洞窟探検などに興じる活発な少女であった。
1928年、東京松竹楽劇部の新設に伴う第1期生募集の新聞広告を見た次姉が、ウメ子の知らぬ間に入部試験に応募。ウメ子は「浅草に連れていってあげる」と姉に試験会場まで連れ出され、何も聞かされず言われるがままに試験に臨み、合格した。ウメ子は何の感慨も湧かず、「学校の勉強があまりできなかったから、それよりはこっちの賑やかなほうへ行くほうがいいだろうと思ったぐらい」であったという。試験でのウメ子の様子については様々な伝聞があるが、『タアキイ -水の江瀧子伝-』の著者中山千夏が「おそらく正確なところを語っている」とする試験委員・大森正男の次のような回想がある。
入部後は高田雅夫・永井三郎（洋舞）、花柳輔蔵（日舞）、天野喜久代（声楽）、篠原正雄（音楽）に師事しながら10カ月あまりの基礎訓練を受けた。芸名は最初「東路 道代（あずまじ みちよ）」であったが、「水の江たき子」の名を授けられた生徒が不満を訴えたことから芸名の交換が行われ、「水の江たき子」がウメ子の名となった。交換した相手は女優の内藤洋子の伯母で、上海でマヌエラという国籍不明のダンサーとして活躍した和田妙子。この芸名は万葉集所収の柿本人麻呂の一首「あしかものさわぐ入り江の水の江の 世に住みがたき我が身なりけり」に由来する。宝塚少女歌劇が百人一首から芸名をとっていたことに対抗して1期生は万葉集から名付けられた。後に初めて役が付いた際に、ポスターのレイアウト上の都合から「水の江瀧子」となり、以後定着した。初舞台は1928年12月、昭和天皇の即位礼に合わせ、先に発足していた大阪松竹楽劇部が浅草松竹座で上演した『御大典奉祝レビュー』の中で、奉祝行列の山車の紅白綱を曳く子供役であった。なお、瀧子の初めての舞台化粧を施したのは当時大阪松竹に所属し、後に「ブギの女王」として国民的歌手となる笠置シヅ子（当時の芸名は「三笠静子」）で、笠置とは後々まで交流が続いた。

### 「男装の麗人・ターキー」へ

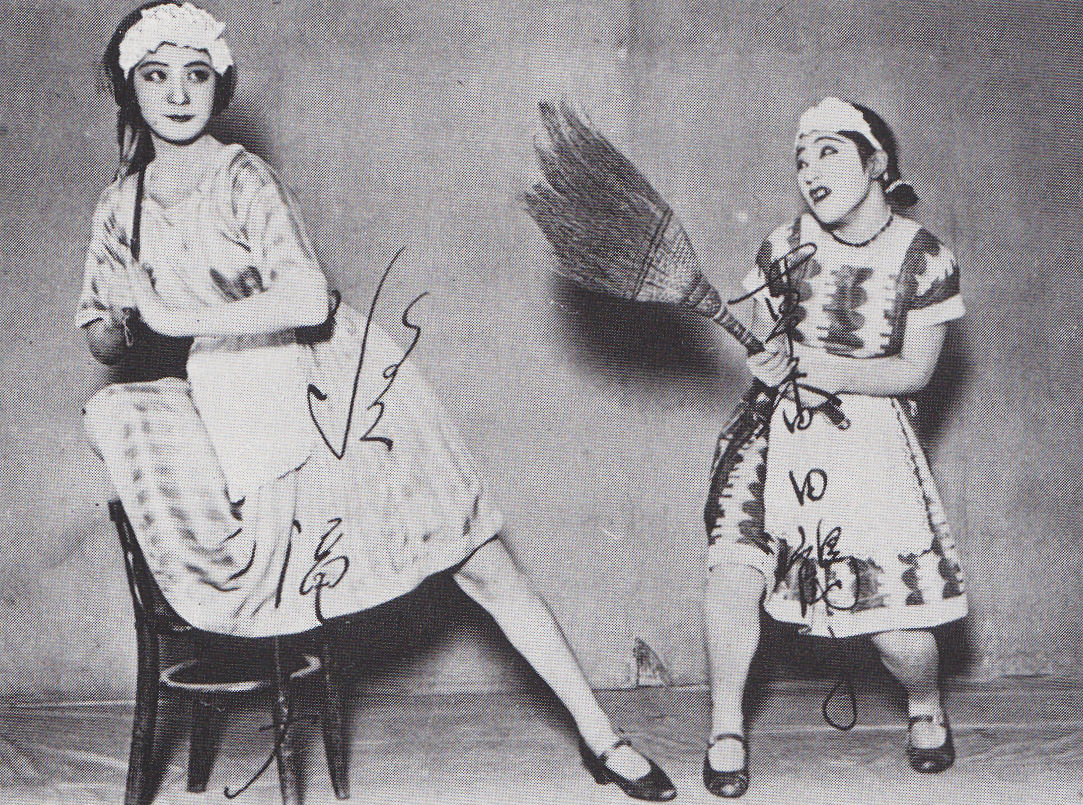
1930年秋に上演された『サーバント・クラブ』の一場面。左側の瀧子の髪型はまだ普通のボブカットであることが分かる。

1929年11月28日、浅草松竹座で東京松竹単独としての初公演『松竹座フォーリィズ』を上演。1930年5月に東京六大学野球をレビュー化した『松竹座リーグ戦』で瀧子にも初めて役が付き、「慶応大学主将」を演じた。1930年10月、人気が高まりつつあった東京松竹は「松組」、「竹組」の二部制を導入し、瀧子は竹組に所属した。
翌1931年5月31日、『先生様はお人好し』で髪を短く切って出演し、千秋楽の頃には楽屋にファンが大挙して訪れるなど大きな反響を呼んだ。当時、瀧子は周囲との身長差から群舞でひとり目立ってしまうため、楽屋で待機させられていることが多かったが、同作では舞台装置を転換する2分間、場を繋ぐ必要が生じた。そこで空いていた瀧子が急遽、劇中の女学生の噂話に出てくる「隣の美青年」として幕前で踊る、という小さな場面が突発的に与えられたものだった。断髪はこの準備中に行ったもので、「君、髪切れよ」と促され、「いいですよ」と即答したという。当時から宝塚少女歌劇にも男役は存在したが、長髪をネットでまとめ、その上に帽子をかぶる形で舞台に上がっており、それと比較して瀧子の頭のシルエットはすっきりとしたものになり、以後宝塚にも断髪が波及していった。これにより瀧子は松竹楽劇部で最初の男役、さらに男性様の髪型にした日本で最初の男役となった。この作品は瀧子の出世作となり、「男装の麗人」の印象を決定づけた。
なお、松竹歌劇の史誌では、前年9月に出演した『松竹オン・パレード』において短髪にした上で、シルクハットにタキシードという衣装で出演したことをもって「わが国レビュー史上はじめての、文字通り男装の麗人となった」とされているが、中山千夏の検証ではこの断髪は当時女性の間で流行していたボブカットにしたに過ぎず、当時の資料にその時の瀧子についての目立った反響もないことから、中山は「やっぱり『松竹オン・パレード』で髪をボブにしたのが画期的だったのではなくて、『先生様はお人好し』でほとんど少年なみに短く切った、それが画期的だったのだ」としている。また、同時代に出版された『評判花形大写真帖』（1933年）においても、「『先生様はお人好し』に初めて学生に扮してから、その颯爽たる男装を認められ」とある。
続く7月興行『メリー・ゴーランド』では主役に据えられ、11月には新歌舞伎座で公演を行った。このとき上演されたレビュー3本のうちの1本『万華鏡』において、カウボーイに扮した瀧子が名を問われ「俺はミズノーエ・ターキーだぁ!」と見得を切ったことから、以後「ターキー（書き文字では「タアキイ」が多用された）」の愛称が使われ始めた。この場面は歌劇団史誌においては「以後レビュー史上に燦然と輝く、ターキーの愛称が生れたのである」と称揚されているが、興行的には散々な不入り公演であったとされ、脚本を担当した江川幸一は「男装水の江の人気が確定したのと、『タアキイ』の名が残つただけが大きな拾ひ物と云はなければならない」と述懐している。また「ターキー」もすぐに定着したものではなく、まず瀧子ファンの間で徐々に使われていき、翌1932年7月に読売新聞に取り上げられ、それに追随して秋頃から経営陣が大々的に定着を図ったというのが実相であった。
| 「ターキー」の愛称を生んだカウボーイ役。 |  | 水の江会パンフレットは後に『タアキイ』と改題され一般販売もされた（表紙）。 |
| 「ターキー」の愛称を生んだカウボーイ役。 |  | 水の江会パンフレットは後に『タアキイ』と改題され一般販売もされた（表紙）。 |

また1931年秋には瀧子の私設後援会「水の江会」が発足。翌1932年元旦に発行された第1号パンフレットに記載された賛助会員は次のような面々であった。
- 永田龍雄
- 夏川静江
- 高津慶子
- 西條八十
- 如月敏
- 島耕二
- 川村花菱
- 鈴木善太郎

- 時雨音羽
- 梅村蓉子
- 中野実
- 津村京村
- 谷幹一
- 川口松太郎
- 崎山猷逸
- 山田五十鈴

- 泉博子
- 楢崎勲
- 江川宇禮雄
- 長崎抜天
- 田中絹代
- 園池公功
- 中井駿二
- 畑本秋一

- 藤田草之助
- 菅原寛
- メイ牛山
- 森岩雄
- 袋一平

（順不同）

### 桃色争議
1931年10月、東京での人気定着を図る宝塚少女歌劇が新橋演舞場で公演を行い、これに対抗した東京松竹も築地川対岸の東京劇場で『らぶ・ぱれいど』を上演、東西レビュー劇団の対決的図式は巷間の注目を集めた。この公演は松竹、宝塚ともにファンを満足させたものの、世間で「上品な宝塚、大衆的な松竹」という対比が盛んに行われたことから、松竹側は経営陣、ファンともに「上流階級志向」を強めていった。この頃、東京松竹楽劇部は組織名を「松竹少女歌劇部（SSK）」と改めている。1932年12月、瀧子は「上流社会向け」に製作された『青い鳥』に出演したが、公演2日を終えた時点で病気になり、以後1カ月間の休演を余儀なくされた。相手役の吉川秀子もほぼ時を同じくして怪我で休演。この直前には劇団機関誌『楽劇』や水の江会のパンフレットに女生（団員）の過重労働を糾弾する内容が掲載されていた。

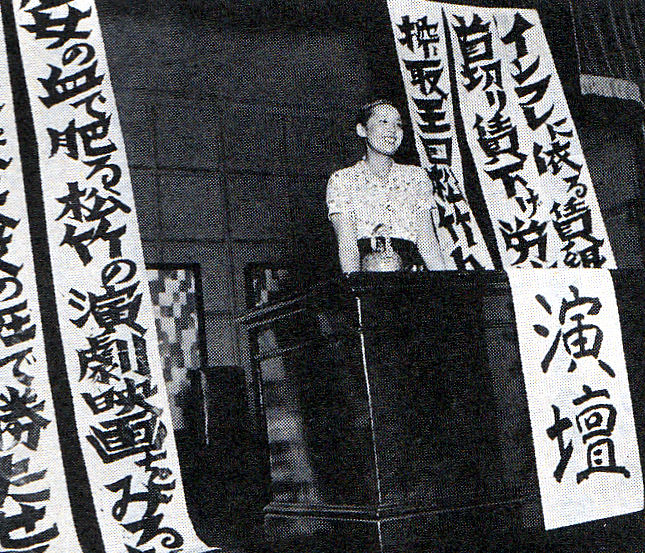
争議のさなか演壇に立つ瀧子。

その後、松竹は1933年5月27日より歌舞伎座で『真夏の夜の夢』を上演していたが、公演が浅草松竹座に移って4日目の6月10日、待遇改善を求める劇団音楽部員と経営陣との間の争議が表面化。12日には音楽部員が瀧子に女生の合流を求めると、瀧子以下の女性もこれに応じ、共産党員も加入して事態は瀧子を委員長とする組織的な労働争議へと発展した。争議団の要求は昇給、各種手当の支給、衛生・設備の改善、公休日の設定等々であった。これに対し経営側は16日に浅草松竹座および本郷・帝劇両練習場を閉鎖し、レビューを廃し浪曲大会を催すと発表。争議団はこれにストライキで対抗した。10～20代の女性を中心とした争議は世間の関心を集め、各紙誌はこれを「桃色争議」と書き立てた。交渉は難航し、7月1日、瀧子は歌劇部を解雇される。同時に経営側は復帰条件を呑んで帰参した女生による8月公演予定を発表。一方、瀧子ら争議団はさらなる切り崩しを防ぐため神奈川県湯河原町の湯河原温泉で立て籠もりを始めた。世間は争議団側に同調し、帰参した女性達を揶揄的に「お詫びガール」と呼び、瀧子らを「頑張りガール」と呼んだ。瀧子は後に「私はスターだったから、一応満足してる立場なのに、みんなと一緒になってやったものだから、同情が集まった」と振り返っている。
7月12日朝、警視庁が争議団本部などを一斉捜索し、思想犯の疑いで争議団長・益田銀三、委員長・瀧子以下46名を検挙。瀧子らは浅草象潟警察署に留置されたが、瀧子を含む35名は即日釈放された。翌13日から交渉が再開されると、17日には「生理休暇」を除くほとんどの条件を経営側が了承する形で争議は妥結された。争議の中で解雇された24名のうち5名は無条件復帰、瀧子を含む残り19名は2カ月間の謹慎処分となった。28日には松竹少女歌劇部が解消され、松竹本社直属の「松竹少女歌劇団」となった。

### 絶頂期
瀧子の謹慎中、劇団は争議前から売り出しを図っていたオリエ津阪（津阪織江）を中心として公演を行ったが、活気を欠いたものとなった。一方の瀧子は時事新報の平尾郁次の協力のもと、9月20日に日比谷公会堂でワンマンショーを行い好評を博した。この状況に劇団も瀧子の謹慎を解かざるを得なくなり、11月の東京劇場公演『タンゴ・ローザ』から瀧子は松竹に復帰した。この公演は地元の東京劇場、浅草松竹座のみならず大阪歌舞伎座、京都南座でも上演され、当時のレビュー界最多記録となる160回の上演を数え、松竹レビュー創生以来の傑作といわれた。京都日日新聞は南座公演の盛況ぶりを次のように伝えている。
以後の数年間がレビュースターとしての瀧子の絶頂期となった。瀧子が主演し『ウインナ・ワルツ』、『ベラ・ドンナ』、『シャンソン・ダムール/東京踊り』、『夏のおどり/ローズ・マリー』、『忠臣蔵』、『リオ・グランデ』といった公演がことごとく好評を博し、またキッコーマン醤油、アサヒビール、明治チョコレート、トンボ鉛筆、森永チーズ、ヒゲタ醤油、ダットサン（日産自動車）、キヤノンカメラなど数多くの商品の広告宣伝に起用された。
「水の江」の会員は本土のみならず朝鮮や台湾を含めて約2万人に達し、1935年10月13日には水の江会主催で劇団主催本公演と同等規模の「第3回タアキイ祭り」が挙行された。当時の瀧子のファンには宮家や数多くの華族も含まれており、娘が瀧子のファンであった高橋是清一家や、大倉財閥の大倉喜七郎らとは個人的にも親交を深めた。また少し後の時期ながら、ライバルである宝塚歌劇の娘役スター・月丘夢路が在団中に瀧子の楽屋を訪ねた際、嬉しさと緊張のあまりガタガタと震えたまま挨拶もできなかったという話が、月丘本人から伝えられている。20歳の頃には牛込に洋風の住宅を建て、マスコミに「ターキー御殿」と騒がれた。
男役スターとしての瀧子の人気ぶりについて、評論家の青地晨は次のように述べている。

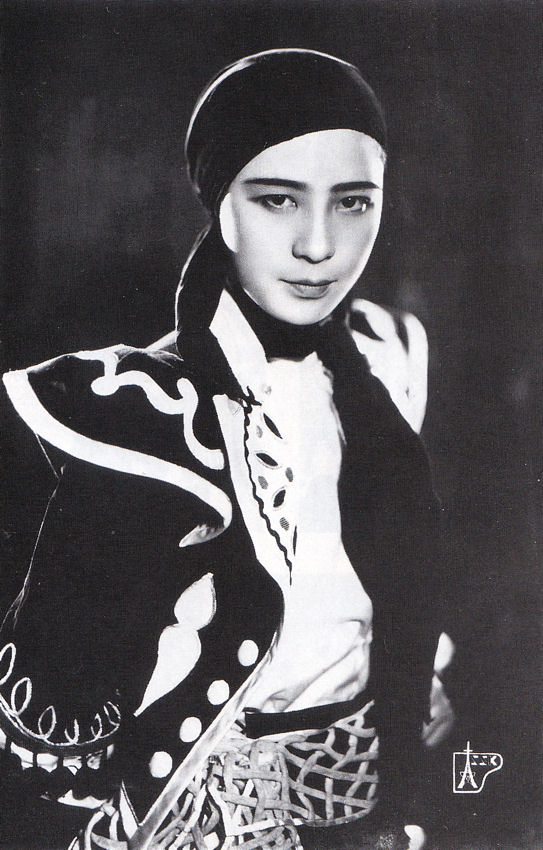
『ベラ・ドンナ』のクリスピンに扮する瀧子。（1935年）
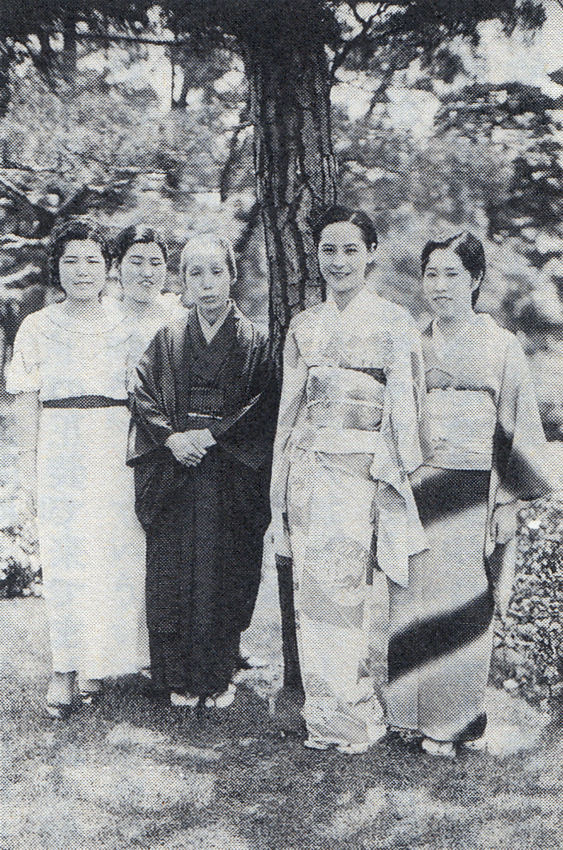
高橋是清の家族と瀧子。
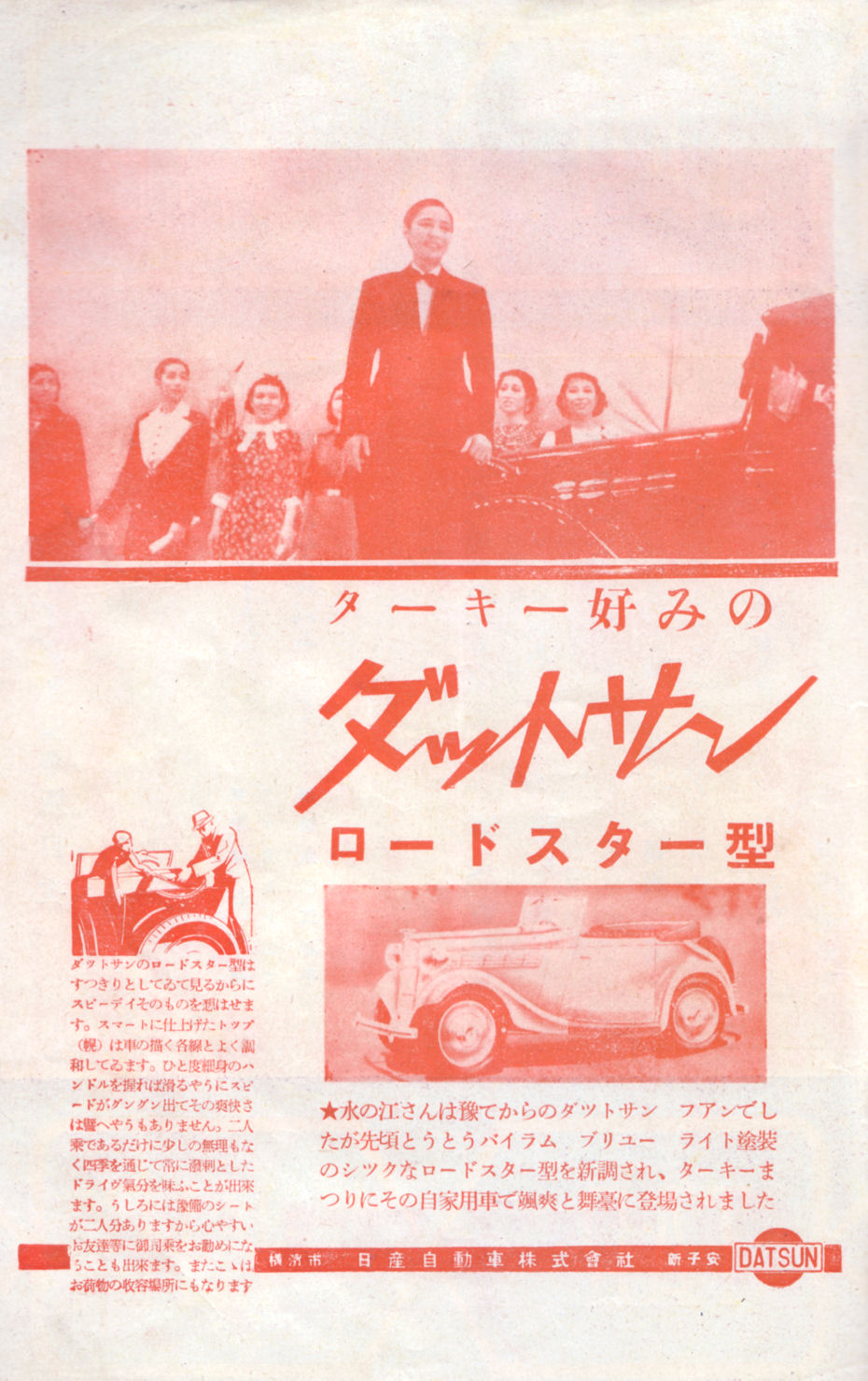
瀧子を起用したダットサン・ロードスターの広告（1936年）

### アメリカ滞在

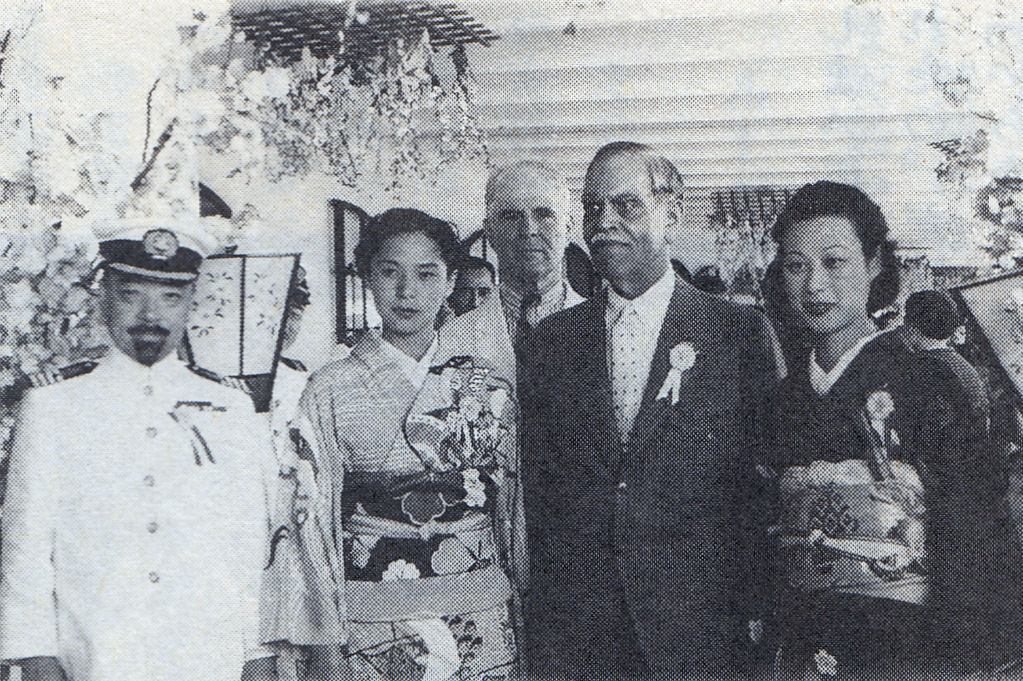
渡米船「龍田丸」にて。左から船長、瀧子、船内で知り合ったケロッグ、インド王族、同使節員のミス日本・月本映子。

1938年11月から12月までは、日中戦争の従軍兵士慰問のため中華民国の北部を訪れた。帰国後、翌1939年1月から舞台に復帰したが、この頃から瀧子はファンの視線に対して恐怖を覚え始め、襖の引き手を人の目と誤認したことを皮切りに「アクセントのあるものは全て人の目に見える」といったノイローゼの様相を呈していった。
こうした中、瀧子の贔屓筋である外務省の職員で、アメリカの日本領事館の市川という人物が「世間が狭いからノイローゼになる、治すためには一度あなたの地位を捨てなさい」と瀧子に渡米を勧めた。ちょうど国産航空機「ニッポン号」が、難航路である北回りルートでニューヨーク万博を目指す計画が持ち上がっており、市川の手配により、ニューヨークに到着した「ニッポン号」乗務員を現地で出迎えるガイドホステスという名目でアメリカ行きが決定。5月4日、「東京踊り」の千秋楽でファンや劇団との惜別が演出されたのち、同11日より「日米芸術親善使節」としてアメリカに赴いた。瀧子を悩ませたノイローゼは「船に乗った途端」治ったという。なお、瀧子はこのとき松竹歌劇から退団したつもりでいたが、公には休演扱いとされていた。

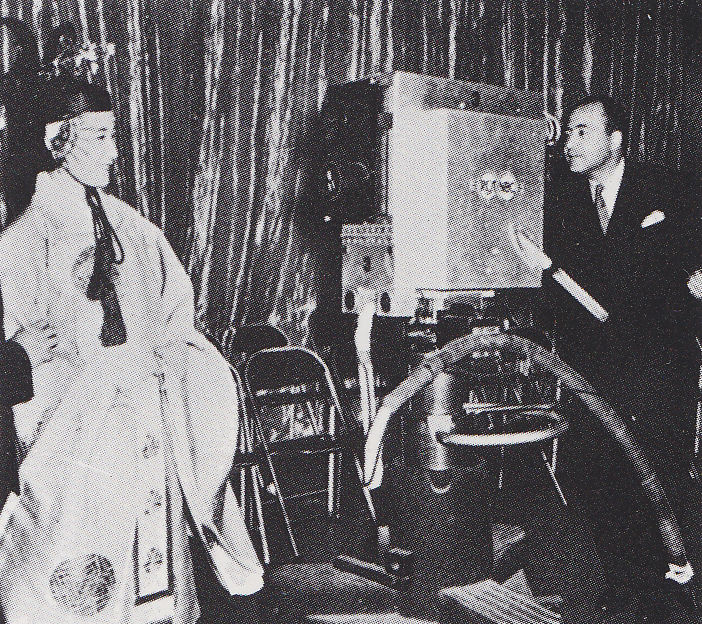
滞在中、NBCで当時最新の機器であったテレビの収録を行う瀧子。

アメリカ到着後は船内で知り合った富豪ケロッグの歓待を受けたのち、サンタバーバラで居候をしながらロサンゼルス近辺で2～3カ月を過ごした。その後、大倉喜七郎の知人であった男性歌手・デビッド黒川と、日系2世の少女を伴い、ルート66を通り車でニューヨークへ向かった。途中、黒川の出身大学があったレッドランズにおいて約2000人を前に舞踊を披露し、現地新聞『ザ・サン』に「日本の民族衣装を着た日本女優、タキコ・ミズノエが描き出した物語は、まったく絵のように美しかった」と賞賛された。なおニューヨークに到着する前には、持病としていた狭心症を発症し1カ月あまり入院、さらに黒川が荷物と金を持ち逃げするといった事件もあった。
ニューヨークに到着し、「ニッポン号」のガイドホステスの務めを終えてからは、在住日本人のサロン化していた目賀田綱美夫妻の家に身を寄せながら、専ら遊び歩いた。当時最新のショービジネスを見聞し、ブロードウェイで観劇をした際には、末端の出演者に至るまで確かな実力を持つことに「自分が少女歌劇でやってきたことは、どう贔屓目に見てもプロとはいえない」と思い知らされ、「ニューヨークでああいうのを見なければ、ずっとプロとアマチュアの違いもわかんなかったかも知れないし、とにかく"芸"というものが、初めてわかった」と後に語っている。
瀧子はその後ヨーロッパを巡って世界一周をする予定でいたが、ニューヨーク到着直後の1939年9月1日にドイツによるポーランド侵攻とそれを受けた第二次世界大戦の開戦があり、渡航を断念。その後もニューヨーク生活を続けたものの、第二次世界大戦のヨーロッパ以外への拡大が危惧されたことや、同年9月27日には日本がドイツとイタリアと日独伊三国同盟を締結し、日米間の関係も緊迫し始めたことや、さらに1940年1月に日米通商航海条約が失効して以降、「アメリカ滞在は危険」との勧告が寄せられるようになり、1940年3月に、約10カ月半のアメリカ滞在を終えて日本へ帰国した。

### 劇団たんぽぽ - 映画俳優時代

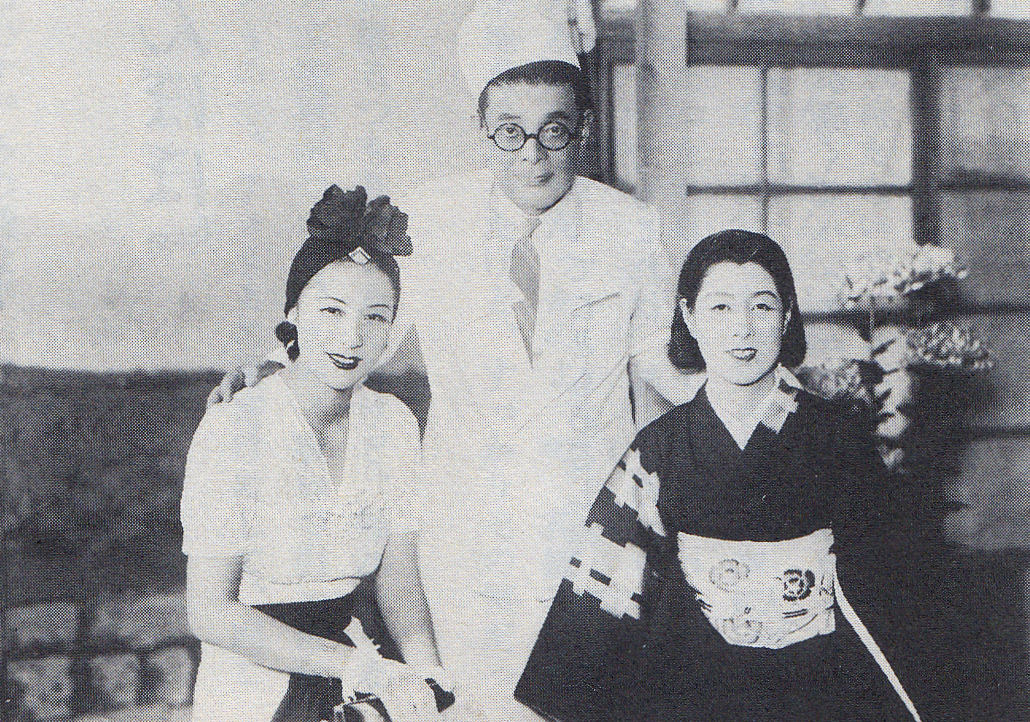
新劇出演時（左）。井上正夫、水谷八重子と。

帰国した瀧子に松竹はしきりに歌劇出演の打診をし、瀧子は嫌々ながら客演の形で舞台に立った。日中戦争が行われている戦時下において風紀の引き締めが行われていたことから、当局より男装禁止が通達されており、女役としての出演であった。またこの頃新派の舞台にも立ち、水谷八重子、井上正夫と共演している。
松竹歌劇の方では、1941年12月の「マレー作戦」により大東亜戦争が勃発し、イギリスやアメリカ、オランダやオーストラリアを相手に、日本軍は各地で戦勝を続けたものの、戦時下となったことから上演作品の内容に厳しい制限が課されるようになった上に、娯楽を自粛する雰囲気となったこともあり観客が激減した。そうした折り、当時瀧子のマネージャー兼恋人のようになっていた松竹宣伝部の兼松廉吉が新たな劇団創設を打診した。これを容れた瀧子は1942年12月に自身の劇団「たんぽぽ」を組織。翌1943年1月に15年間過ごした松竹を離れ、邦楽座で劇団「たんぽぽ」としての旗揚げ公演を行った。たんぽぽは今東光が命名した。
旗揚げ当初は元松竹歌劇の団員が多く、「少女歌劇の亜流」扱いされたこともあり評判は良くなかった。その後、堺駿二、有島一郎、田崎潤といった男性俳優が加わった後、4月にニコライ・ゴーゴリ作の戯曲『検察官』をミュージカル化した『おしゃべり村』が大当たりし、同作をもって全国各地で公演を行った。しかし、戦時中のために不要不急の移動が自粛するように通達されていたこともあり、地方周りでは有島が大尉、瀧子が中尉の「軍属」という身分になっていた。
その後1945年に入ると日本軍の劣勢が決定的になり、春になると日本本土に対する連合国軍機の空襲や艦砲射撃などが行われるようになり、空襲中にも上演を行っていたが、群馬県太田市では工場などを目標にした大規模な空襲に遭遇し、翌日の新聞に「"たんぽぽ"全員爆死」と誤報されたこともあった。

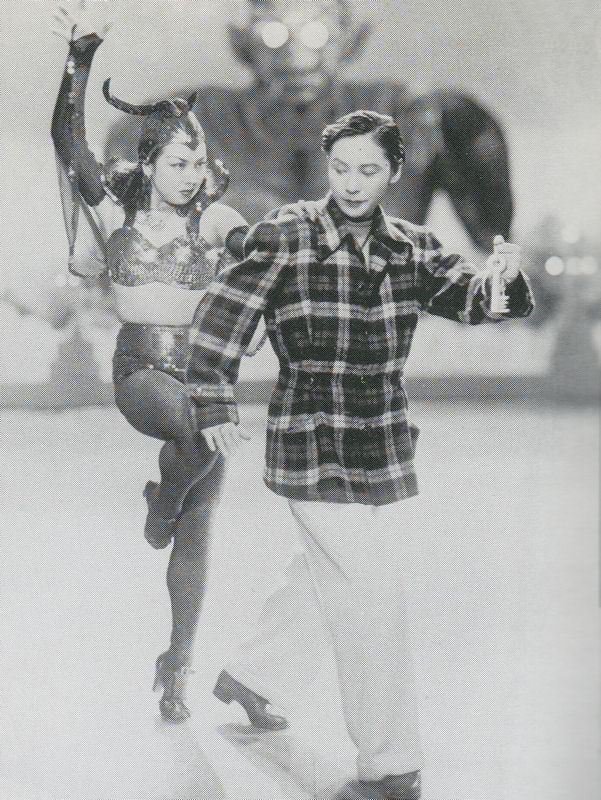
『花くらべ狸御殿』スチール。左は京マチ子。

1945年8月に終戦し、以後は交通網の混乱などから渋谷の映画館などで公演を行っていたが、翌1946年、当時問題小説とされた『肉体の門』の上演を巡り、上演反対を主張する瀧子と賛成派が分裂。賛成派は新たな劇団「空気座」を旗揚げし、たんぽぽには瀧子、兼松、朝鮮人俳優の3名のみとなった。その後は「喜劇王」榎本健一率いる「エノケン一座」の助力を受けながら公演を続け、空気座に移った有島なども後に戻ってきたものの、1948年1月をもってたんぽぽは解散した。その後は国際劇場でのショーなどに出演していたが、1948年に大映と契約して出演した映画『花くらべ狸御殿』が大ヒットし、以後立て続けに10本ほどの映画に出演した。『花くらべ-』は劇団たんぽぽとほぼ同じメンバーに月丘夢路、喜多川千鶴を加えて舞台化され、全国を巡業して好評を博した。
1952年、兼松が松竹のスター俳優鶴田浩二と共に「新生プロダクション」を設立。瀧子も新生プロに所属したが、瀧子によれば「ホモじゃないんだけど、それに近いような男同士の友情も大事にする人」だった鶴田が、「水の江君をとるか、僕をとるか」と兼松に迫った。悩む兼松に、瀧子は「鶴田さんはうんと人気があって、こっちは落ち目のほうだから」と引退を決意。公には舞台からの引退と発表し、1953年6月6日より20日まで松竹歌劇団で『さよならターキー・輝く王座』が催された。瀧子は『タンゴ・ローザ』や『狸御殿』など過去の名作を余すところなく演じ、また十七代目中村勘三郎、二代目市川猿之助、花柳章太郎、辰巳柳太郎、高峰三枝子、木暮実千代、淡島千景、京マチ子、灰田勝彦、淡谷のり子、服部良一、渡辺弘といった面々が日替わりで客演、10日連続で1万人以上を動員する盛況となった。

### テレビ進出
こうした出来事の一方で瀧子は新興メディアのテレビにも進出し、1953年2月のNHK開局と同時に始まったゲーム番組『ジェスチャー』に出演した。これはたんぽぽ時代に合同公演を行ったことがある柳家金語楼の推薦によるものであった。
また、同年と1957年には『紅白歌合戦』の紅組司会を務めたが、瀧子はその前身『紅白音楽試合』（1945年）の司会者も務めている。『紅白音楽試合』では、欠場したベティ稲田の穴埋めとして急遽紅組トリで「ポエマタンゴ」を歌唱した。

### 日本映画界初の女性プロデューサーとなる
舞台引退後は、テレビで活躍する傍らしばし趣味に興じる生活を送っていたが、1954年2月10日、兼松が鶴田の作った借金3000万円を背負い自殺。当時住んでいた鎌倉の自宅が瀧子が知らぬ間に担保に入れられており、税金滞納のため差し押さえられた。一方で兼松は数多くの友人・知人への遺書で瀧子の生活支援を頼んでおり、そのひとりであった報知新聞社長・深見和夫が、新興の映画会社であった日活へ瀧子をプロデューサーとして売り込んだ。深見は当時の状況について次のように語っている。

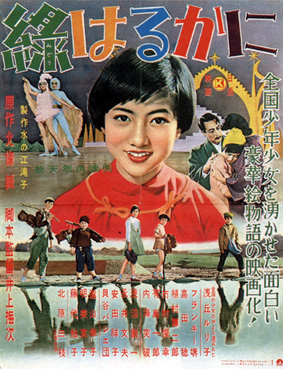
企画2作目『緑はるかに』のポスター。中央バストショットが浅丘ルリ子。

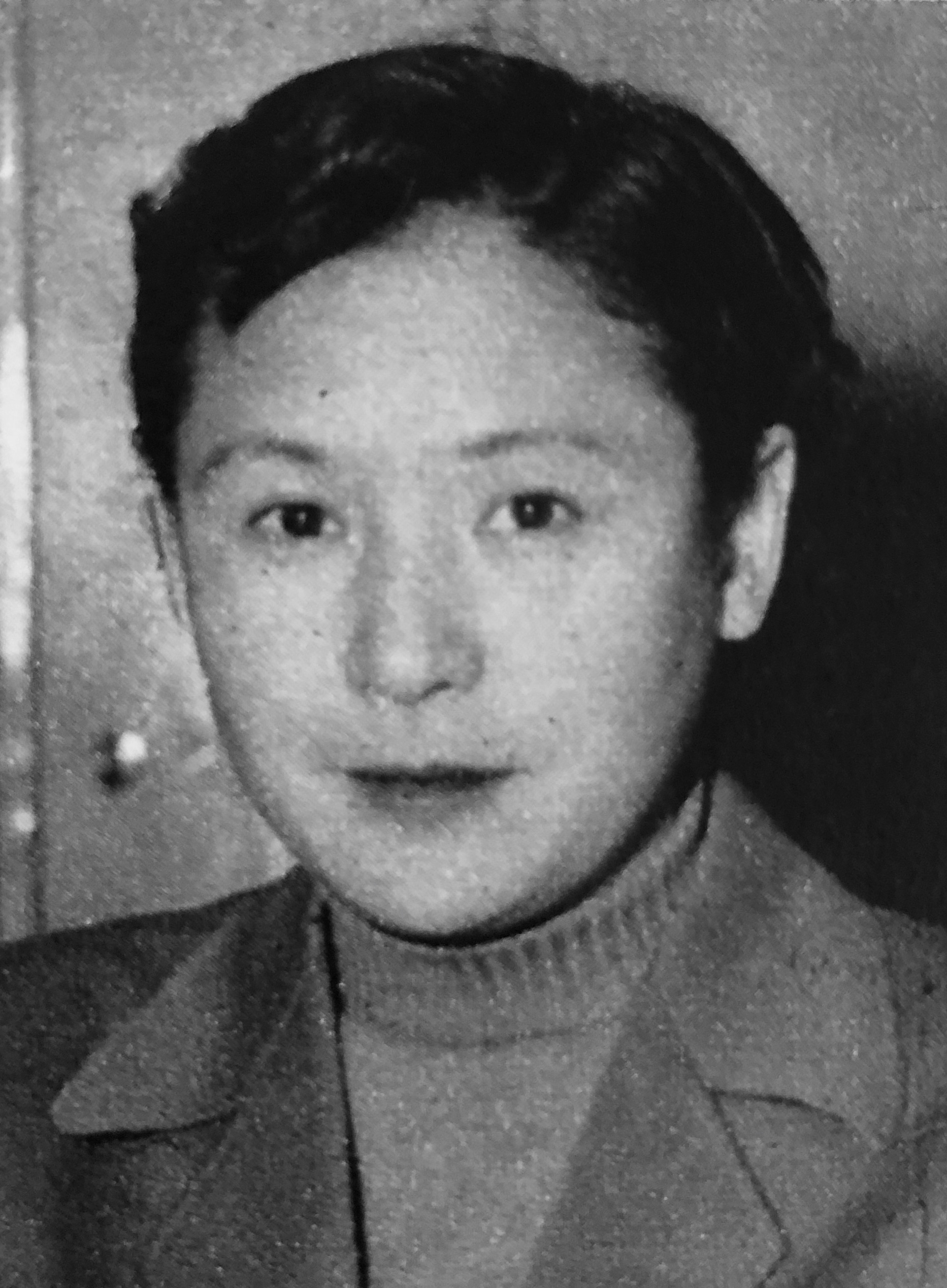
水の江瀧子（1955年）

1年ごとに更新の日活の契約のプロデューサーとなり、1954年3月より勤務。瀧子は給料を10万円だったとしているが、それでも通常の倍額であった。しばらくは撮影所で相手にされず、社内で唯一交流があった江守の部屋に入り浸るのみの日々を送っていたが、勉強も兼ねて東宝のプロデューサー・藤本真澄制作による『女人の館』など数本の映画に出演し、制作の様子を見ながら基本を覚えていった。
翌1955年には初作品『初恋カナリヤ娘』を企画。明るい作風の喜劇が受け、1作で社内における地位向上に成功した。この作品を撮る前、瀧子は日劇ミュージックホールの看板に出ていた岡田真澄の美貌に目を留めて映画に出演させ、岡田は瀧子が発掘した最初の俳優となった。岡田は以前東宝ニューフェイスにいたが芽が出ず日劇に戻っており、「東宝に見放されて日活に誘われたんですから、飛び上がらんばかりに嬉しかったですよ」と述懐している。瀧子は岡田について「完全すぎてダメなんじゃないか」と思ったともいうが、ハーフであることにより味わった苦労が、独特の陰、ニヒルさを生んだのではないかとしている。また「美少年の岡田の隣に置いたら面白いのでは」という発想から、銀座のクラブでドラムを叩いていたフランキー堺も出演させている。
2作目の『緑はるかに』ではヒロインの公募が行われ、数千人の応募者の中から瀧子が浅丘ルリ子を選定（命名者は監督の井上梅次）。この映画もヒットし、浅丘は後に日活の看板女優となり、数多くの映画賞や紫綬褒章を受けるなど名女優の地位を確立した。他に補欠として桑野みゆき、ミュージカルシーン用に山東昭子、榊ひろみ、滝瑛子、安田祥子も選ばれ、その全員が映画界に残ることになった。

### 石原裕次郎の発掘
1955年、石原慎太郎の『太陽の季節』が『文學界』7月号に掲載される。同作品は1956年1月23日、第34回芥川賞を受賞した。日活は以前から映画化権を獲得しており、企画部の荒牧という人物が映画化実現のために奔走し、瀧子がプロデューサー中で唯一興味を示した。賛否両論が巻き起こっていた内容に、社内では「こんな不道徳なものを」という反対意見が起こったが、芥川賞を受賞したことで製作の方向へ傾いた。瀧子は当初原作者の石原慎太郎を主演として考えていたが、慎太郎と打ち合わせを重ねるうちに「一度弟に会ってほしい」と頼まれ、芥川賞受賞記念パーティーで慎太郎の弟・石原裕次郎に引き会わされた。瀧子はそのときの印象を次のように述べている。
また、蔵原惟繕は次のように述べている。

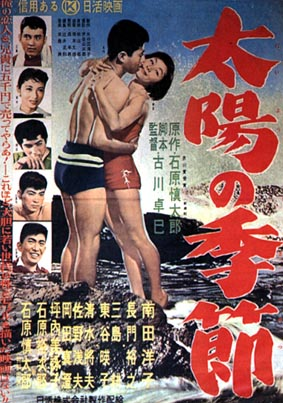
『太陽の季節』ポスター

瀧子は裕次郎の主演を熱望したが、身長が高すぎて他の俳優と吊り合わないこと、素人であること、裕次郎が「不良」とされていたことなどから会社からの猛反対に遭い、長門裕之主演で撮影されることに決まり、裕次郎は湘南の学生言葉を指導するスタッフに回された。撮影開始後、瀧子は新たに付け加えた「拳闘部の学生」という端役に裕次郎を据え、カメラマンの伊佐山三郎に裕次郎を大アップで撮らせ、それをスチール化して会社幹部に見せた。この写真を見た幹部も出演に納得し、裕次郎は端役ながら『太陽の季節』の出演者に名を連ねることになった。瀧子が伊佐山に裕次郎を撮らせた際、伊佐山が「ファインダーの向こうに阪妻がいる」と感嘆したという話が伝説的に伝えられているが、瀧子によればそれは事実であったという。
映画『太陽の季節』は公開後、公序良俗に反する、若者を不良化させる、などといった非難を巻き起こし、各県で未成年の観覧が禁止されたが、「太陽族」、「慎太郎刈り」という流行語まで生み出す大ヒットを記録した。ただし瀧子は、監督の感覚が古く、「新しい若者の台頭」を描くべきところで焦点が違うところにあったとして、「プロデューサー会でさんざん吊し上げを喰って、それで、できた映画があれではどうしようもなかった」と作品の出来への不満を吐露している。

### プロデューサーとしての成功
続く『狙われた男』では助監の中平康を監督に抜擢。会社からは「まだ早い」と反対されたが、瀧子は「早くたって会社のためにいいものができればいいじゃないの」と説き伏せた。さらに次回では裕次郎を初の主演に据え、監督に引き続き中平を起用して『狂った果実』を製作。同作は日本国内でのヒットのみならず国外でも高く評価され、特に当時フランスで勃興していたヌーヴェルヴァーグの代表的監督であったジャン＝リュック・ゴダールやフランソワ・トリュフォーに影響を与えたとされており、瀧子もまた「名作だと思います」と高評価を送っている。
『太陽の季節』『狂った果実』の二作で裕次郎はスターの地位を確立し、以後「裕次郎映画」が次々と製作され、日活は黄金時代を迎えていった。この頃から瀧子は裕次郎を自宅2階に下宿させ始める。この理由について熊井啓は、態度が大きく重役から反発を買っていた裕次郎を、瀧子が手元で監督する意図があったとしている。会社が裕次郎のために家を建ててからは瀧子もその敷地内に家を建て、裕次郎、後にその妻となる北原三枝（石原まき子）などの若手俳優や、中平康、熊井啓、斉藤耕一、蔵原惟繕といった若手監督らが入り浸るようになった。蔵原は瀧子が「一種の才能集団みたいな息吹を裕ちゃんの周りに作り上げていった」とし、瀧子宅に若者が集ったことは「裕ちゃんと次の世代の監督、つまり我々の、才能を結びつけてゆく前段階であった」と述べている。しかしこの共同生活は、後に瀧子と裕次郎との関係に齟齬が生じる原因ともなった。
以後、瀧子は蔵原の初監督作品『俺は待ってるぜ』など数々の映画を企画。「芸術作品は好きじゃない」として、専ら娯楽作品ばかりを好んで手がけた。監督にもテンポが早い映像を要求したが、これは若く未熟な俳優ばかりを使っていたため、テンポが落ちると粗が見えやすくなるという理由もあった。また「舞台では、すぐ次の音楽が出て、パッと立って、サッと踊って、歌わなきゃなんないって生活をしてたもんですからね。それと比べちゃうんですよ」とも述べている。一方で蔵原は「水の江さんは芸術映画は好きじゃない、面白くなければと言っておられますけど、その中で僕らがね、きちっとした枠組みの中から飛び出そうとして試みることに対しては寛容だった。割合大胆に取り入れました」と述べている。
日活プロデューサーとしては、その他にも前述の岡田真澄やフランキー堺の発掘の他にも、中原早苗や和泉雅子の移籍、吉永小百合の抜擢、舟木一夫の獲得に成功するなどの手腕を見せた。スタッフでは倉本聰を気に入って、契約ライターとして日活に招いた。

### 裕次郎との確執 - 日活退社
1963年、裕次郎が瀧子の映画の製作主任を務めていた中井景と共に日活を離れ、石原プロモーションを設立。以後瀧子は『何かいいことないか』を初めとして石原プロと共同で数本の映画を製作していたが、1968年、瀧子宅と裕次郎宅の同居を巡っての確執が報じられ、同年11月の『君は恋人』を最後として瀧子と石原プロとの共同は途絶えた。
裕次郎は週刊誌の取材に対し、瀧子宅の使用人や出入り業者によって裕次郎宅のプライバシーが侵され、妻のまき子がノイローゼ気味になっていたことや、瀧子のコントロール下から抜け出したかったことなどを関係変化の理由に挙げている。裕次郎は自宅の庭の拡張を理由として瀧子に立ち退きを求め、移転費用1500万円を裕次郎が負担するという条件で事態は決着した。この後瀧子は東京を離れ、神奈川県秦野市郊外に移り住んだ。日活の企画部社員であった黒須孝治はこの出来事について「プロデューサーと、それで動くスターとの宿命ですよね、これは。それがこの二人にも避けがたく訪れたということでしょう」と評している。また、独立後の裕次郎と三船敏郎の共演で大ヒットした『黒部の太陽』を監督した熊井啓は、瀧子との関係が破綻した後の裕次郎について次のように述べている。
1970年7月、瀧子は江守清樹郎の退社に追随する形で契約を更新せず日活を離れた。最後のプロデュース作品は同年7月公開の原田芳雄主演の『反逆のメロディー』であったが、瀧子は当時大阪万博の仕事を兼務し映画に集中できない状況にあり、監督が瀧子の意図を汲まず不本意な作品だったとしている。
以後はテレビを中心に活動し、1972年からは『オールスター家族対抗歌合戦』の審査員、1975年10月からは『独占!女の60分』のメインキャスターを、いずれも後述する芸能界引退直前まで務めた。また俳優としては『だいこんの花』（1974年）でテレビドラマに初出演。同年には熊井啓の監督映画『サンダカン八番娼館 望郷』にも出演した。最高視聴率23.0%を記録した『Oh!階段家族!!』（1979-1980年）では「モダンおばあちゃん」役で親しまれた。

### 芸能界引退
舞台、映画、テレビにまたがる半世紀以上の芸能生活だったが、1983年、松竹歌劇団のミュージカル『マイガール』のプロデュースを経て、1984年に甥（実兄の子）の三浦和義が、保険金目的で妻を殺害した疑念が報道された「ロス疑惑」で世間に騒がれ、瀧子に対しても三浦が隠し子なのではないかとのいわれのない記事が10本以上報道された。この件に絡みワイドショーへの出演を求められたことでフジテレビとの諍いが起こり、『オールスター家族対抗歌合戦』を降板。1987年には『独占!女の60分』も辞め、芸能界から引退した。
隠し子騒動に絡んでは私生活でも三浦の父である兄から義絶を告げられ、一家と絶縁。また長く芸名で通していたことや、瀧子を本名で呼ぶ人物も少なくなったこと、さらに一連の騒動が起きたことで「三浦」という名に愛着がなくなり、1984～1985年頃に本名を水の江瀧子に改名した。なお、三浦自身も小学生時代は瀧子が実母であると信じていたが、1985年には「水の江滝子の実子説というのはなんの根拠もありませんよ」とはっきり否定していた。瀧子によれば、その名声に傷が付かないようにと配慮した警察は、記事が出る前に主要週刊誌の記者を和義の生地である山梨に連れて行き、彼を取り上げた助産婦から、彼が確かに瀧子の義姉の子であり帳面も残っているとの証言を聞かせていたという。それを踏まえて記事を書いた週刊誌の行為に、瀧子は最も腹が立ったとしている。

### 晩年‐死去まで
引退後は、秦野市の自宅で宝飾デザインを始め、個展を開くなどした。1993年2月19日にキャピトル東急ホテルで、森繁久彌を発起人（葬儀委員長）とする生前葬を華やかに行い、続けて翌日の78歳の誕生日に「復活祭」を行い関係者を驚かせた。翌1994年、映画『女ざかり』（大林宣彦監督）への特別出演が最後の映画出演になる。1995年にはNHKのテレビドラマ『水辺の男 リバーサイドストーリー』に出演した。
晩年は、2004年5月26日にテレビ朝日系で放送されたテレビ番組「時代を作った女たち」に生前葬以来11年ぶりにテレビ出演をした以降は、乗馬の際の怪我で車椅子生活となり、障害者手帳の交付も受けた。マスメディアの取材も受け付けず、毎回楽しみにしていた松竹歌劇団OG会にも一切出席することなく、ほとんど隠居的な生活を送っていたという。
2009年11月16日、老衰により神奈川県内の自宅において94歳の生涯を閉じる。21日に訃報が伝えられた。生前葬を行っていたため、公にお別れの会などは催されなかった。その死に際しては森光子が少女時代に観劇した『タンゴ・ローザ』の思い出などを絡めた惜別の辞を送った。同年の毎日映画コンクールにおいて、瀧子の6日前に死去した森繁久彌と共に「特別賞」を贈られた。

## 評価

### レビュースター

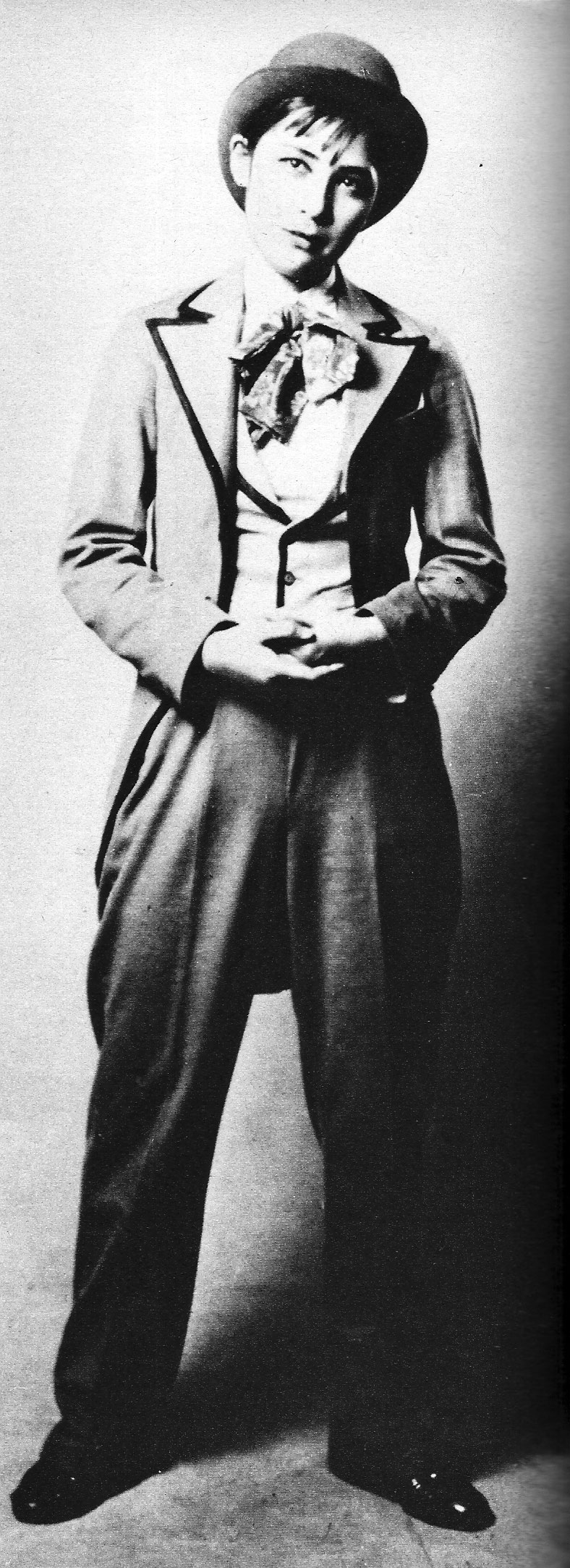
瀧子の全身像（1934年）

松竹歌劇のスターとしての瀧子は、歌、ダンス、芝居いずれにも特別秀でていたわけではなかった。ファン誌『タアキイ』の中でさえ「踊りが――歌が――芝居が――格段に優れてゐると云ふのでもない水ノ江瀧子、それでゐてあのシツクなスマートな舞台に魅悩されずにはゐられない水ノ江瀧子の芸風、一体彼女の技能は奈辺にあるのだらうか」と問われた。瀧子自身も芸のない自分になぜ人気があるのか分からず、師と仰いだ青山杉作に尋ねたところ、「君が出てくると、舞台がパッと明るくなるんだよ。それは誰でも持ってるものではないから、大事にしなさい。それも芸のうちだから」と諭されたという。また瀧子は自身の引退会見で「私にはなんにも芸がない」とした上で「パーソナリティだけで舞台に出ていた」と述べた。
他方、青山杉作は『タアキイ』で瀧子の長所について尋ねられた際、形を見せただけで演出家の意図をたちどころに理解する「感の良さ」を挙げ「私は千人近い人を役者として扱ってきましたが、あの教養とあの年齢に対して、あの感の良さに及んだ人は一人も無かったでしょう」と賞賛している。また、引退会見についての記事を書いた評論家の尾崎宏次は、恥じることなく自身を無芸と評した瀧子への憤りを露わにしつつ、「少女歌劇というへんてこなものが存在してきたことのなかでターキーほどの愛嬌を、つまりショウマン・シップを示したスターはいなかった」と評した。これに対し、女優・作家の中山千夏は、尾崎が瀧子の最後の舞台について「お客をよろこばせるコツを心得ていた」と評していることについて「そのコツこそ芸でなくて何だろう？そのコツを分析評論するのが芸能評論だと私は思っていたが」と批判した上で、「パーソナリティが才能なのではない、大衆の好むパーソナリティを、舞台という不自由な空間で表現できること、それが大衆を掴む彼女のコツであり、才能なのだ。つまりは自分を突き放して立つ強烈な自我、それが彼女の天才だったし、演技者になって以来、彼女はその天才に日夜磨きをかけたのだ」と評している。
また瀧子は、ダンスについては「一番上手かったときは、SKDの中でもうまかったんじゃないかな。私は感情をだすのがうまかったんです」と述懐しており、特に青山圭男の振付では独特の特徴が出たとしている。また男装が映えた理由について、顔が小さく、細身である割に肩幅が広かったことから、逆三角形の体型でスマートに見えたらしい、と述べている。1933年の『東京踊り』では、観劇したスウェーデン公使から「日本婦人に稀な美しき肢体の持ち主」と賞賛されたと機関誌『楽劇』に記されている。瀧子は同年代の女性としては長身であり、身長5尺5寸（約166.7cm）であった。
トランスジェンダーおよびその文化の研究者である三橋順子は、日本において男性の女装が、女性の男装ほど寛容に扱われない背景を論じる中で、瀧子と川島芳子を戦前日本における「『男装の麗人』の2大スター」と呼び、両者の人気により男装のイメージが上がったとしている。

### 映画プロデューサー
プロデューサーとしての瀧子については「若手を次々と発掘しスターに育て上げた」という点がしばしば強調されるが、これは他のプロデューサーが瀧子に俳優を貸さなかったことから、自前で新人を探さざるを得なかったという事情が先にあった。また、既存の俳優はすでに独自のカラーがついているため「面倒くさい」ものであったが、「どこのものともわからない未知の子だと、ちょっとおだてればすぐこっちのカラーに染まって」いくため、育てることが面白かったのだという。
瀧子が新人を探す際には、松竹で青山杉作がしばしば口にしていた「完全な人間はあり得ない。欠陥があるのが普通だから、完全に見えるのは本物ではない。その欠陥が魅力のある欠陥か、悪意のある欠陥かは、その人間の人柄によって違ってくる」という言葉に沿った視点でいたといい、「十人が十人いいって言うようなのはダメですね。一生懸命押すのが三人ぐらいで、反対が七人ぐらいっていうのが、一番成功するんじゃないかな」と述べている。松尾昭典、舛田利雄は瀧子に独特の眼力があったとし、松尾は「やっぱり自分が歌ったり踊ったりしていた人ですから、自分の鏡にてらしていたのかもわかりませんね」と述べている。
また、日活企画部にいた黒須孝治は「感性が鋭いというか、触覚というのかな、それがめちゃくちゃ鋭い人で、それが大スターになったり、大プロデューサーになる人の素地だったと思う。万人にあるものじゃない。彼女のどんな分野にいても輝いてくる魅力、その特異な感性というものが裕次郎を拾い上げたとんだと思う」と語っている。一方で山田信夫は「かつてのスターは他にもいるけど、全部が全部ターキーさんみたいに感性豊かかっていうと、そんなことはあり得ない。過去にはターキーさんと並び称される大スターもいましたよね。その人がターキーさんのようにプロデューサーとしての磨き澄まされた才能があったかというとそんなことはない。やっぱり彼女に与えられた才能でしょうね」としている。
また蔵原惟繕は、瀧子のプロデューサーとしての成功の背景には、既存の映画製作5社（松竹、東宝、新東宝、東映、大映）を飛び出した者の集まりであった新興の日活に、新しいものに対する拒否感覚がなく、とりわけ瀧子の上司的な存在であった江守清樹郎が瀧子を認め、自由にやらせたことが大きかったとしている。また山田信夫は江守が「本当のエグゼクティブ・プロデューサー」だったとした上で、「彼も感性があって偉大な人だから感性同士が出会ったわけね。それが裕ちゃんてものを抜擢して、日活の黄金時代を作ることになったわけですよ」と述べている。瀧子自身は日活も昔からのしきたりに縛られていたとしているが、江守については「私を割合と理解してくれました」と述べている。監督の権力が絶大だった他の映画会社とは異なり、日活の組織はプロデューサーが最も強いアメリカ型の構造となっていたが、これも江守が推進したものだった。

## 私生活・親族

### 恋人
生涯独身を通した瀧子であったが、その生涯でふたりの恋人がいた。ひとりはアメリカ滞在中に知り合った日系人男性で、瀧子が帰国してから手紙でしきりに求愛をされた。これが瀧子の初恋であったといい、瀧子は日本にいる男性の両親に会い、彼自身も日本に帰る予定で、瀧子が結婚衣装の白無垢を用意するところまで話が進んでいた。しかし日米の開戦後、日系人である男性はスパイ容疑を掛けられるに至り、やむなく日本国籍を捨て、瀧子に結婚が不可能である旨を伝えて破談となった。瀧子は数日間泣き暮らし、その後もしばらく沈んだ状態となった。なお、男性は戦後進駐軍の大尉として瀧子と再会したが、すでに結婚しており、瀧子も特別な感情を抱くことはなかった。瀧子は当時たんぽぽの公演中で、男性は様々な物資を差し入れてくれたという。
そして失恋の傷心にあった瀧子を慰め、新たに恋人となったのが公私に影響を及ぼすことになる兼松廉吉であった。兼松は妻子ある身だったが瀧子と同棲し、戦時中に彼の家族が疎開から戻ってからは当時瀧子が住んでいた鎌倉に住まわせ、両者のもとを行き来していた。瀧子はその妻子とも交流を持ち、相手方の生活を金銭的に支援していた。兼松が自殺した際には瀧子が遺体を引き取り、葬儀のあとの位牌は妻の手元に収められた。葬儀では妻とふたり並んで挨拶に立ち、「恋人と奥さんと一緒になりまして、両方で（葬式を）やっていたら、本人もさぞ満足しているでしょう」と述べた。このような冗談を口にしてはいたが、自殺の報を聞いてその遺体を前にした瀧子は、病院から「早く遺体を引き取ってくれ」と言われるまで泣き続け、さらに深見和夫によれば以後の様子は「自殺しかねない」というほど憔悴していた。妻子とはその後も交流が続き、長じた子供たちの妻を紹介されたり、瀧子の長姉が死去した際には相手が弔いに来るなどしていた。

### 親族
家族で最も瀧子と深く関わったのは長姉であった。松竹歌劇時代から、兼松がいた劇団たんぽぽ時代を除いて生涯瀧子の世話をしていたが、周囲を睥睨し、後援会を掌握するステージママのような存在で、瀧子は「全部見てみない振りしてたから、何も言わなかったけど、ものすごい人嫌いになりましたね。そういう姉さんを見るのは、妹として決していい気持ちじゃなかった」と述べている。一方では瀧子に対して恐れを抱くが様子があったといい「本当の妹としてかわいがっていたんではなく、水の江瀧子のファンだった」ともいう。瀧子が自宅に常に人を集めていたのは、彼女と一対一になりたくないという意識も背景にあった。他方、熊井啓はこの姉について「なかなかできた方」だったと回想している。
また、瀧子に義絶を告げた兄は、兵役からの帰還後に水の江会の運営に参画していた。『タアキイ』で旺盛に寄稿し、誌上では他の男性筆者3名と共に「四銃士」の異名があった。長姉とは異なり、瀧子は「本当に優しい、いいアニキだった」と評し、和義の事件が取り沙汰されてからも「あの兄の子が、殺人などするわけがない」と考えていた。瀧子は兄との関係が変わってしまった原因は兄嫁にあるとしているが、その兄嫁も元は瀧子の熱心なファンで、『タアキイ』における「白椿」「椿」などの筆名でファンの間によく知られた人物であり、1934年には瀧子のパトロンとして大衆誌に書き立てられたこともあった。
芸能界引退の原因となった甥の三浦和義とは兄の一家が土木業で頻繁な転居をしていたため、交流が少なかったが、1959年から1960年にかけて三浦は日活の映画に出演した。これについてマスコミは水の江の後押しだと報じたが、本人は1958～1959年頃に成城の家に和義が遊びに来たことがあり、そのとき和義が「映画に出たい」と言い出した。瀧子はこれを受け流したが、和義は監督に直談判し、監督から改めて出演の可否を問われて「監督がいいなら出してやってよ」と許可を出し、和義は子役として映画に出演したと語っている。これについては出演作品を監督した舛田利雄は、水の江宅で三浦を見かけて石原裕次郎の少年時代役への起用を思い立ち、水の江に進言したと別の証言をしている。少年時代の和義に「瀧子が実母だ」と吹き込んだのは、日活の演技課にいた人物であったという。映画監督の斉藤耕一も水の江の息子だとからかっていたという。瀧子は和義との騒動について、雑誌の取材で「私は事件のことはわかんない。やったんだかなんだか、それは警察に任せておけばいいと思ってるの。もし甥が犯罪者でも、しょうがねえなあ、ってぐらいで私はそんなのは平気なのよ。だけど実母とかなんとかいうのはねえ」と語っている。

## 主な出演・企画

### 出演作

#### 映画
- 男性対女性（1936年、松竹）
- グランドショウ1946年（1946年、松竹）
- 花くらべ狸御殿（1949年、大映）
- 透明人間現わる（1949年、大映）
- 歌うまぼろし御殿（1949年、東映）
- 狸銀座を歩く（1950年、大映）
- 弥次喜多ブギウギ道中（1950年、松竹）
- 恋文裁判（1951年、松竹）
- 無宿猫（1951年、新東宝）
- ハワイの夜（1953年、新東宝、新生プロダクション）
- 乾杯!女学生（新東宝、1954年）
- 女人の館（1954年、日活）
- 牛乳屋フランキー（1956年、日活）
- サンダカン八番娼館 望郷（1974年、東宝、俳優座）
- がんばれ!ベアーズ大旋風 -日本遠征-（1978年、パラマウント映画）
- 女ざかり（1994年、松竹）

#### テレビ番組
- ジェスチャー・紅組キャプテン（NHK総合）
- テレビ三面記事 ウィークエンダー（日本テレビ） - リポーター[140]
- 独占!女の60分・メイン司会者（1975年10月 - 1987年3月、テレビ朝日）
- 欽ちゃんドラマ・Oh!階段家族!!（1979年、日本テレビ）
- 欽ちゃん劇場・とり舵いっぱーい!（1979年、日本テレビ）
- 木曜ゴールデンドラマ（よみうりテレビ）
  - 大誘拐（1981年）
  - 嫁・姑・小姑（1983年）
- オールスター家族対抗歌合戦（フジテレビ） - 審査員
- 日清ちびっこのどじまん（フジテレビ） - 審査員

### 企画
※太字は日活100周年記念企画の「GREAT20」選定作。
- 初恋カナリヤ娘（1955年）
- 緑はるかに（1955年）
- 猿飛佐助（1955年）
- 江戸一寸の虫（1955年）
- 太陽の季節（1956年）
- 狂った果実（1956年）
- 地下から来た男（1956年）
- 牛乳屋フランキー（1956年）
- 丹下左膳（1956年）
- 狙われた男（1956年）
- ドラムと恋と夢 (1956年)
- 月蝕（1956年）
- 俺は待ってるぜ（1957年）
- お転婆三人姉妹 踊る太陽（1957年）
- 風速40米（1958年）
- 赤い波止場（1958年）
- 嵐の中を突っ走れ（1958年）
- 錆びたナイフ（1958年）
- 紅の翼（1958年）
- 白い悪魔 （1958年）
- お笑い三人組（1958年）
- 野郎と黄金（1958年）
- 男が爆発する（1959年）
- 山と谷と雲（1959年）
- 男なら夢を見ろ（1959年）

- 清水の暴れん坊（1959年）
- 男が命を賭ける時（1959年）
- 鉄火場の風（1959年）
- 青年の樹（1960年)
- 霧笛が俺を呼んでいる（1960年）
- やくざ先生（1960年）
- 闘牛に賭ける男（1960年）
- 邪魔者は消せ（1960年）
- けものの眠り（1960年）
- 街から街へつむじ風（1961年）
- 堂々たる人生（1961年）
- アラブの嵐（1961年）
- この若さある限り（1961年）
- 七人の挑戦者（1961年）
- 一石二鳥（1961年）
- 生きていた野良犬（1961年）
- 恋をするより得をしろ（1961年）
- 太陽は狂ってる（1961年）
- 追跡（1961年）
- 男と男の生きる街（1962年）
- 銀座の恋の物語（1962年）
- 青年の椅子（1962年）
- 憎いあンちくしょう（1962年）
- 上を向いて歩こう（1962年）

- 硝子のジョニー 野獣のように見えて（1962年）
- ひとりぼっちの二人だが（1962年）
- 何か面白いことないか（1963年）
- 空の下の遠い夢（1963年）
- 俺の背中に陽が当る（1963年）
- 現代っ子（1963年）
- 狼の王子（1963年）
- 学園広場（1963年）
- 敗れざるもの（1964年）
- 美しい十代（1964年）
- 月曜日のユカ（1964年）
- 人間に賭けるな（1964年）
- 現代悪党仁義（1965年）
- 青春とはなんだ（1965年）
- 拳銃野郎（1965年）
- 二人の世界（1966年）
- 三匹の牡猫（1966年）
- 終わりなき生命を（1967年）
- 君は恋人（1967年）
- 燃える大陸（1968年）
- 牡丹と竜（1969年）
- 反逆のメロディー（1970年）

## 瀧子を演じた女優
- 江角マキコ - 『弟』(2004年、テレビ朝日)
- 大空祐飛 - 『紅白が生まれた日』(2015年、NHK総合)
- かとうかずこ -『裕さんの女房』（2021年3月20日、NHK BS4K / 2021年4月17日、NHK BSP）
- 凰稀かなめ - 『TARKIE THE STORY』 （2022年、舞台）
- 舞台「ＳＡＫＩＭＯＲＩ」2023

## 著書ほか
- 『ターキー自画像』少女画報社、1934年。NDLJP:1212199。
- 『ターキー舞台日記 続ターキー自画像』少女画報社、1934年。NDLJP:1234507。
- 『白銀のダリア』白陽社、1936年6月。NDLJP:1901047。
- 『笑った 泣いた - ターキー放談』（文園社、1984年）ISBN 4893360191
- 『ひまわり婆っちゃま』（「女の自叙伝」婦人画報社、1988年）ISBN 978-4573200111
  - 『水の江瀧子　ひまわり婆っちゃま』（「人間の記録」日本図書センター、2004年）ISBN 978-4820595830
- 『水の江瀧子のジュエリーメーキング』（「趣味との出逢い」山海堂、1988年）ISBN 978-4381070548
- 『ターキーの気まぐれ日記』（文園社、1998年）ISBN 489336121X

共著
- 丹下キヨ子、宮城千賀子と『華麗なる三婆 - 文句があったら言ってみな』（山手書房、1982年）
- 聞き手阿部和江『みんな裕ちゃんが好きだった - ターキーと裕次郎と監督たち』（文園社、1992年）ISBN 978-4893360618

評伝（本人に取材）
- 中山千夏『タアキイ -水の江瀧子-』（新潮社、1993年）ISBN 4103905018